# Hitachi Rivale 2013-2014
Questa voce raccoglie le informazioni riguardanti lo Hitachi Rivale nella stagione 2013-2014.

## Stagione
La stagione 2013-2014 è la decima in V.Premier League per lo Hitachi Rivale. L'ossatura della squadra resta pressoché invariata, ma spicca l'ingaggio della centrale statunitense Lauren Paolini, chiamata a sostituire la connazionale e pari ruolo Jennifer Doris.
La regular season si apre bene, con due successi consecutivi ai danni delle Pioneer Red Wings e delle NEC Red Rockets. La prima sconfitta arriva alla terza giornata, contro le Toyota Queenseis. Il bilancio del primo round è di tre vittorie e quattro sconfitte. Al secondo turno però la squadra cambia marcia, centrando cinque successi su sette incontri, mentre nel turno successivo raccoglie solo due vittorie, esattamente come al quarto ed ultimo turno. Con dodici vittorie e sedici sconfitte lo Hitachi Rivale resta fuori dai play-off, centrando la salvezza diretta solo per differenza set.
In Coppa dell'Imperatrice la squadra cede alle future campionesse delle Hisamitsu Springs già ai quarti di finale. Al Torneo Kurowashiki invece lo Hitachi Rivale passa il girone al secondo posto, per poi eliminare ai quarti di finale le JT Marvelous, prima di uscire di scena in semifinale contro le Toray Arrows in semifinale.
Tra le giocatrici si distinguono particolarmente Lauren Paolini ed Arisa Satō, rispettivamente miglior attaccante e miglior difesa al termine del campionato. Mentre al Torneo Kurowashiki Mami Uchiseto, appena ingaggiata dal club, riceve il premio di miglior esordiente, mentre la miglior realizzatrice della squadra, Yukiko Ebata, viene inserita nel sestetto ideale della competizione.

## Organigramma societario
Area direttiva
- Presidente: Koji Yamanokawa

Area tecnica
- Allenatore: Yoshihiro Hamada
- Assistente allenatore: Yukiko Uchida

## Rosa
| N° | Nome             | Ruolo | Data di nascita   | Nazionalità sportiva |
| -- | ---------------- | ----- | ----------------- | -------------------- |
| 1  | Ayaka Hosokawa   | P     | 30 dicembre 1994  | Giappone             |
| 2  | Marie Wada       | C     | 18 settembre 1987 | Giappone             |
| 3  | Monoka Minami    | C     | 21 gennaio 1989   | Giappone             |
| 4  | Yukiko Ebata     | S     | 7 novembre 1989   | Giappone             |
| 5  | Arisa Satō       | L     | 18 luglio 1989    | Giappone             |
| 6  | Mai Hikichi      | C     | 5 aprile 1993     | Giappone             |
| 7  | Lauren Paolini   | C     | 22 agosto 1987    | Stati Uniti          |
| 8  | Miya Satō        | P     | 7 marzo 1990      | Giappone             |
| 9  | Yukino Nagamatsu | P     | 7 febbraio 1989   | Giappone             |
| 10 | Mami Uchiseto    | S     | 25 ottobre 1991   | Giappone             |
| 11 | Saori Takahashi  | S     | 9 dicembre 1992   | Giappone             |
| 12 | Moemi Toi        | S     | 16 ottobre 1987   | Giappone             |
| 13 | Sae Ishida       | C     | 13 febbraio 1987  | Giappone             |
| 14 | Mirei Sasaki     | L     | 29 luglio 1992    | Giappone             |
| 15 | Rin Kawamura     | S     | 20 agosto 1993    | Giappone             |
| 17 | An Saita         | L     | 27 gennaio 1993   | Giappone             |
| 18 | Haruka Iseki     | L     | 18 maggio 1992    | Giappone             |
| 19 | Sayaka Nagano    | S     | 6 luglio 1992     | Giappone             |

## Mercato
| Acquisti | Acquisti       | Acquisti                | Acquisti   |
| R.       | Nome           | da                      | Modalità   |
| -------- | -------------- | ----------------------- | ---------- |
| C        | Lauren Paolini | İqtisadçı               | definitivo |
| P        | Ayaka Hosokawa | Liceo Femminile Morioka | definitivo |
| C        | Marie Wada     | Toray Arrows            | definitivo |
| S        | Mami Uchiseto  | NIFS                    | definitivo |

| Cessioni | Cessioni         | Cessioni     | Cessioni   |
| R.       | Nome             | a            | Modalità   |
| -------- | ---------------- | ------------ | ---------- |
| C        | Jennifer Doris   | PFU BlueCats | definitivo |
| S        | Tomomi Kanno     | ?            | ?          |
| C        | Yasui Ayano      | ?            | ?          |
| C        | Kotomi Matsusita | ?            | ?          |

## Risultati

### V.Premier League

#### Regular season

##### 1º turno
| 1ª giornata - 30 novembre 2013 ?, ? | Pioneer Red Wings | 1 - 3 | Hitachi Rivale | 26-28, 22-25, 15-25               |
| 2ª giornata - 1º dicembre 2013 ?, ? | NEC Red Rockets   | 1 - 3 | Hitachi Rivale | 25-22, 17-25, 20-25, 23-25        |
| 3ª giornata - 7 dicembre 2013 ?, ?  | Toyota Queenseis  | 3 - 0 | Hitachi Rivale | 27-25, 25-20, 25-23               |
| 4ª giornata - 8 dicembre 2013 ?, ?  | JT Marvelous      | 3 - 2 | Hitachi Rivale | 25-21, 20-25, 22-25, 25-20, 15-11 |
| 5ª giornata - 21 novembre 2013 ?, ? | Hisamitsu Springs | 2 - 3 | Hitachi Rivale | 26-28, 25-20, 27-25, 20-25, 14-16 |
| 6ª giornata - 22 dicembre 2013 ?, ? | Okayama Seagulls  | 3 - 2 | Hitachi Rivale | 25-13, 25-27, 17-25, 25-23, 15-5  |
| 7ª giornata - 11 gennaio 2014 ?, ?  | Toray Arrows      | 3 - 1 | Hitachi Rivale | 25-18, 25-15, 21-25, 25-19        |

##### 2º turno
| 8ª giornata - 12 gennaio 2014 ?, ?   | Okayama Seagulls  | 3 - 0 | Hitachi Rivale | 25-23, 25-19, 25-18               |
| 9ª giornata - 18 gennaio 2014 ?, ?   | Pioneer Red Wings | 1 - 3 | Hitachi Rivale | 18-25, 25-20, 13-25, 26-28        |
| 10ª giornata - 19 gennaio 2014 ?, ?  | Hisamitsu Springs | 0 - 3 | Hitachi Rivale | 13-25, 16-25, 22-25               |
| 11ª giornata - 25 gennaio 2014 ?, ?  | Toyota Queenseis  | 3 - 1 | Hitachi Rivale | 25-20, 25-23, 21-25, 25-21        |
| 12ª giornata - 26 gennaio 2014 ?, ?  | JT Marvelous      | 2 - 3 | Hitachi Rivale | 23-25, 25-17, 25-20, 23-25, 9-15  |
| 13ª giornata - 1º febbraio 2014 ?, ? | Toray Arrows      | 1 - 3 | Hitachi Rivale | 12-25, 25-17, 17-25, 15-25        |
| 14ª giornata - 2 febbraio 2014 ?, ?  | NEC Red Rockets   | 2 - 3 | Hitachi Rivale | 25-20, 25-22, 19-25, 21-25, 13-15 |

##### 3º turno
| 15ª giornata - 8 febbraio 2014 ?, ?  | Pioneer Red Wings | 0 - 3 | Hitachi Rivale | 20-25, 22-25, 29-31               |
| 16ª giornata - 9 febbraio 2014 ?, ?  | Hisamitsu Springs | 3 - 0 | Hitachi Rivale | 33-31, 25-20, 25-15               |
| 17ª giornata - 15 febbraio 2014 ?, ? | Okayama Seagulls  | 3 - 2 | Hitachi Rivale | 25-19, 25-21, 18-25, 24-26, 15-13 |
| 18ª giornata - 16 febbraio 2014 ?, ? | JT Marvelous      | 0 - 3 | Hitachi Rivale | 17-25, 19-25, 15-25               |
| 19ª giornata - 22 febbraio 2014 ?, ? | NEC Red Rockets   | 3 - 2 | Hitachi Rivale | 25-19, 26-24, 16-25, 22-25, 15-11 |
| 20ª giornata - 23 febbraio 2014 ?, ? | Toyota Queenseis  | 3 - 1 | Hitachi Rivale | 25-17, 25-19, 20-25, 25-21        |
| 21ª giornata - 1º marzo 2014 ?, ?    | Toray Arrows      | 3 - 2 | Hitachi Rivale | 19-25, 25-18, 16-25, 25-19, 15-9  |

##### 4º turno
| 22ª giornata - 2 marzo 2014 ?, ?  | Toyota Queenseis  | 3 - 2 | Hitachi Rivale    | 28-26, 16-25, 25-19, 25-27, 15-13 |
| 23ª giornata - 8 marzo 2014 ?, ?  | Pioneer Red Wings | 3 - 2 | Hitachi Rivale    | 25-18, 25-23, 20-25, 20-25, 15-13 |
| 24ª giornata - 9 marzo 2014 ?, ?  | JT Marvelous      | 1 - 3 | Hitachi Rivale    | 16-25, 25-23, 20-25, 17-25        |
| 25ª giornata - 15 marzo 2014 ?, ? | Hitachi Rivale    | 1 - 3 | Okayama Seagulls  | 28-26, 23-25, 19-25, 20-25        |
| 26ª giornata - 16 marzo 2014 ?, ? | Hitachi Rivale    | 0 - 3 | Hisamitsu Springs | 22-25, 16-25, 28-30               |
| 27ª giornata - 21 marzo 2014 ?, ? | NEC Red Rockets   | 2 - 3 | Hitachi Rivale    | 25-22, 25-19, 23-25, 16-25, 8-15  |
| 28ª giornata - 22 marzo 2014 ?, ? | Toray Arrows      | 3 - 2 | Hitachi Rivale    | 26-24, 22-25, 13-25, 25-21, 17-15 |

### Coppa dell'Imperatrice

#### Fase ad eliminazione diretta
| Secondo turno - 12 dicembre 2013 Tokyo Metropolitan Gymnasium, Tokyo    | Hitachi Rivale    | 3 - 0 | Liceo Kitakyushu | 25-15, 25-16, 25-12        |
| Quarti di finale - 13 dicembre 2013 Tokyo Metropolitan Gymnasium, Tokyo | Hisamitsu Springs | 3 - 1 | Hitachi Rivale   | 25-22, 25-15, 23-25, 33-31 |

### Torneo Kurowashiki

#### Fase ad gironi
| Gara ? - ? maggio 2014 ?, ? | NEC Red Rockets | 2 - 3 | Hitachi Rivale |  |
| Gara ? - ? maggio 2014 ?, ? | Hitachi Rivale  | 2 - 3 | PFU BlueCats   |  |
| Gara ? - ? maggio 2014 ?, ? | Hitachi Rivale  | 3 - 0 | Higashi Kyushu |  |

#### Fase ad eliminazione diretta
| Quarti di finale - 4 maggio 2014 Osaka Prefectural Gymnasium, Osaka | JT Marvelous | 2 - 3 | Hitachi Rivale | 25-20, 14-25, 17-25, 25-22, 7-15 |
| Semifinale - 5 maggio 2014 Osaka Prefectural Gymnasium, Osaka       | Toray Arrows | 3 - 0 | Hitachi Rivale | 25-22, 25-20, 25-19              |

## Statistiche

### Statistiche di squadra
| Competizione           | Punti | In casa | In casa | In casa | In trasferta | In trasferta | In trasferta | Campo neutro | Campo neutro | Campo neutro | Totale | Totale | Totale |
| Competizione           | Punti | G       | V       | P       | G            | V            | P            | G            | V            | P            | G      | V      | P      |
| ---------------------- | ----- | ------- | ------- | ------- | ------------ | ------------ | ------------ | ------------ | ------------ | ------------ | ------ | ------ | ------ |
| V.Premier League       | 24    | ?       | ?       | ?       | ?            | ?            | ?            | ?            | ?            | ?            | 28     | 12     | 16     |
| Coppa dell'Imperatrice | -     | -       | -       | -       | -            | -            | -            | 2            | 1            | 1            | 2      | 1      | 1      |
| Torneo Kurowashiki     | -     | -       | -       | -       | -            | -            | -            | 5            | 3            | 2            | 5      | 3      | 2      |
| Totale                 | -     | ?       | ?       | ?       | ?            | ?            | ?            | 7            | 4            | 3            | 35     | 16     | 19     |

G = partite giocate; V = partite vinte; P = partite perse

### Statistiche dei giocatori
| Y. Ebata     | 28 | 503 | 467 | 24 | 12 | Statistiche assenti | Statistiche assenti | Statistiche assenti |
| M. Hikichi   | 27 | 1   | 0   | 1  | 0  | Statistiche assenti | Statistiche assenti | Statistiche assenti |
| A. Hosokawa  | 23 | 0   | 0   | 0  | 0  | Statistiche assenti | Statistiche assenti | Statistiche assenti |
| H. Iseki     | 2  | 0   | 0   | 0  | 0  | Statistiche assenti | Statistiche assenti | Statistiche assenti |
| S. Ishida    | 28 | 3   | 2   | 1  | 0  | Statistiche assenti | Statistiche assenti | Statistiche assenti |
| R. Kawamura  | 11 | 0   | 0   | 0  | 0  | Statistiche assenti | Statistiche assenti | Statistiche assenti |
| M. Minami    | 28 | 182 | 92  | 77 | 13 | Statistiche assenti | Statistiche assenti | Statistiche assenti |
| Y. Nagamatsu | 28 | 14  | 1   | 2  | 11 | Statistiche assenti | Statistiche assenti | Statistiche assenti |
| S. Nagano    | 0  | 0   | 0   | 0  | 0  | Statistiche assenti | Statistiche assenti | Statistiche assenti |
| L. Paolini   | 28 | 440 | 350 | 81 | 9  | Statistiche assenti | Statistiche assenti | Statistiche assenti |
| A. Saita     | 28 | 0   | 0   | 0  | 0  | Statistiche assenti | Statistiche assenti | Statistiche assenti |
| M. Sasaki    | 28 | 123 | 115 | 6  | 2  | Statistiche assenti | Statistiche assenti | Statistiche assenti |
| A. Satō      | 28 | 0   | 0   | 0  | 0  | Statistiche assenti | Statistiche assenti | Statistiche assenti |
| M. Satō      | 28 | 61  | 27  | 30 | 4  | Statistiche assenti | Statistiche assenti | Statistiche assenti |
| S. Takahashi | 28 | 388 | 321 | 52 | 15 | Statistiche assenti | Statistiche assenti | Statistiche assenti |
| M. Toi       | 28 | 259 | 205 | 41 | 13 | Statistiche assenti | Statistiche assenti | Statistiche assenti |
| M. Uchiseto  | 15 | 59  | 48  | 8  | 3  | Statistiche assenti | Statistiche assenti | Statistiche assenti |
| M. Wada      | 6  | 1   | 1   | 0  | 0  | Statistiche assenti | Statistiche assenti | Statistiche assenti |

P = presenze; PT = punti totali; AV = attacchi vincenti; MV = muri vincenti; BV = battute vincenti